# Oldehove
Oldehove (en groningois : Olhoof) est un village de la commune néerlandaise de Westerkwartier, situé dans la province de Groningue. 

## Géographie
Le village est situé à 12 km au nord-ouest de Groningue.

## Histoire
Oldehove est une commune indépendante avant le 1er janvier 1990, date à laquelle elle est rattachée à Zuidhorn. Le 1er janvier 2019, celle-ci est à son tour rattachée à Westerkwartier.

## Démographie
Le 1er janvier 2018, le village comptait 2 772 habitants.

## Personnalité
- Juan Guillermo Ripperdá (1680-1737), aventurier néerlandais et ministre espagnol.

## Galerie

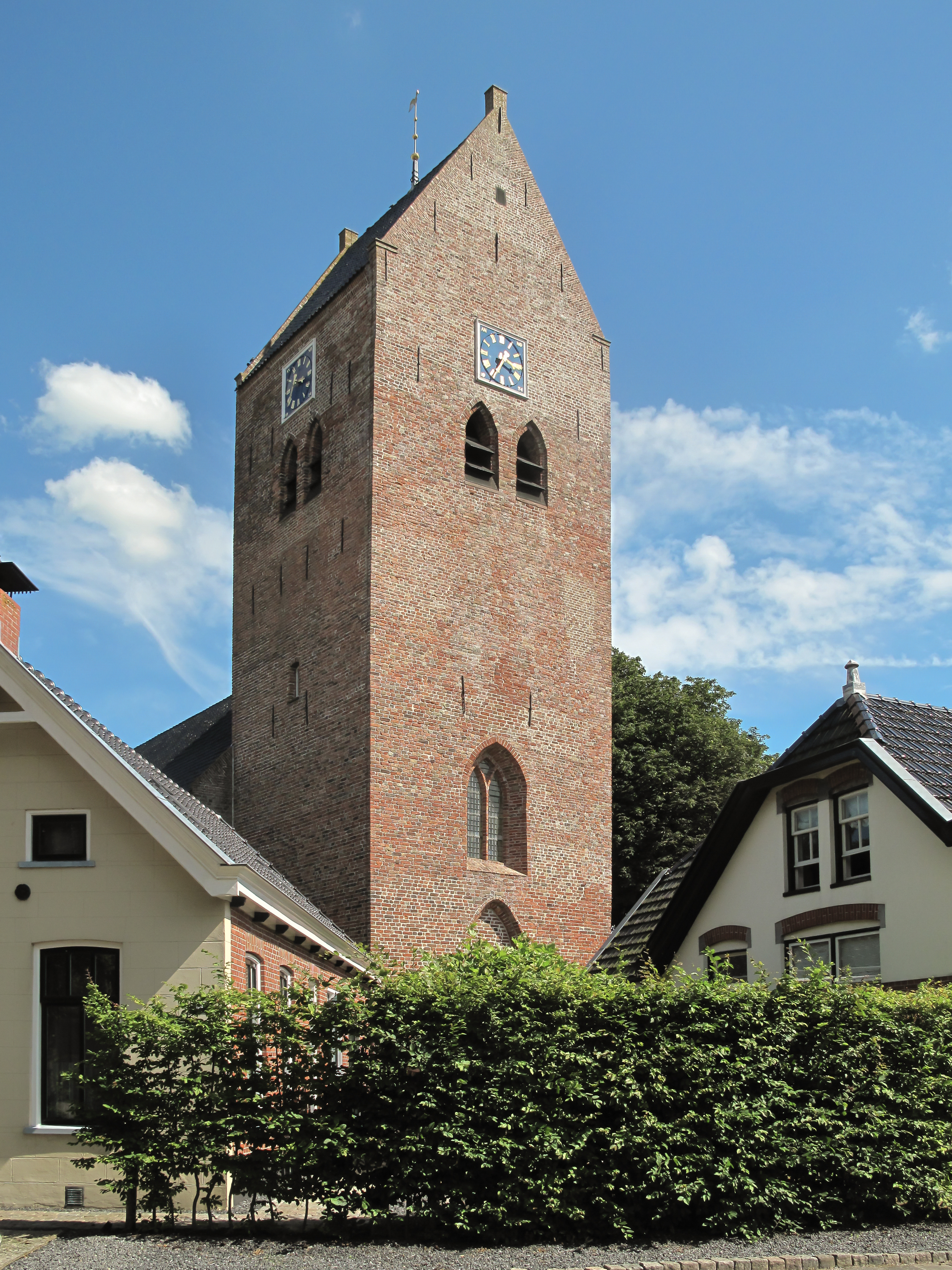
Église.
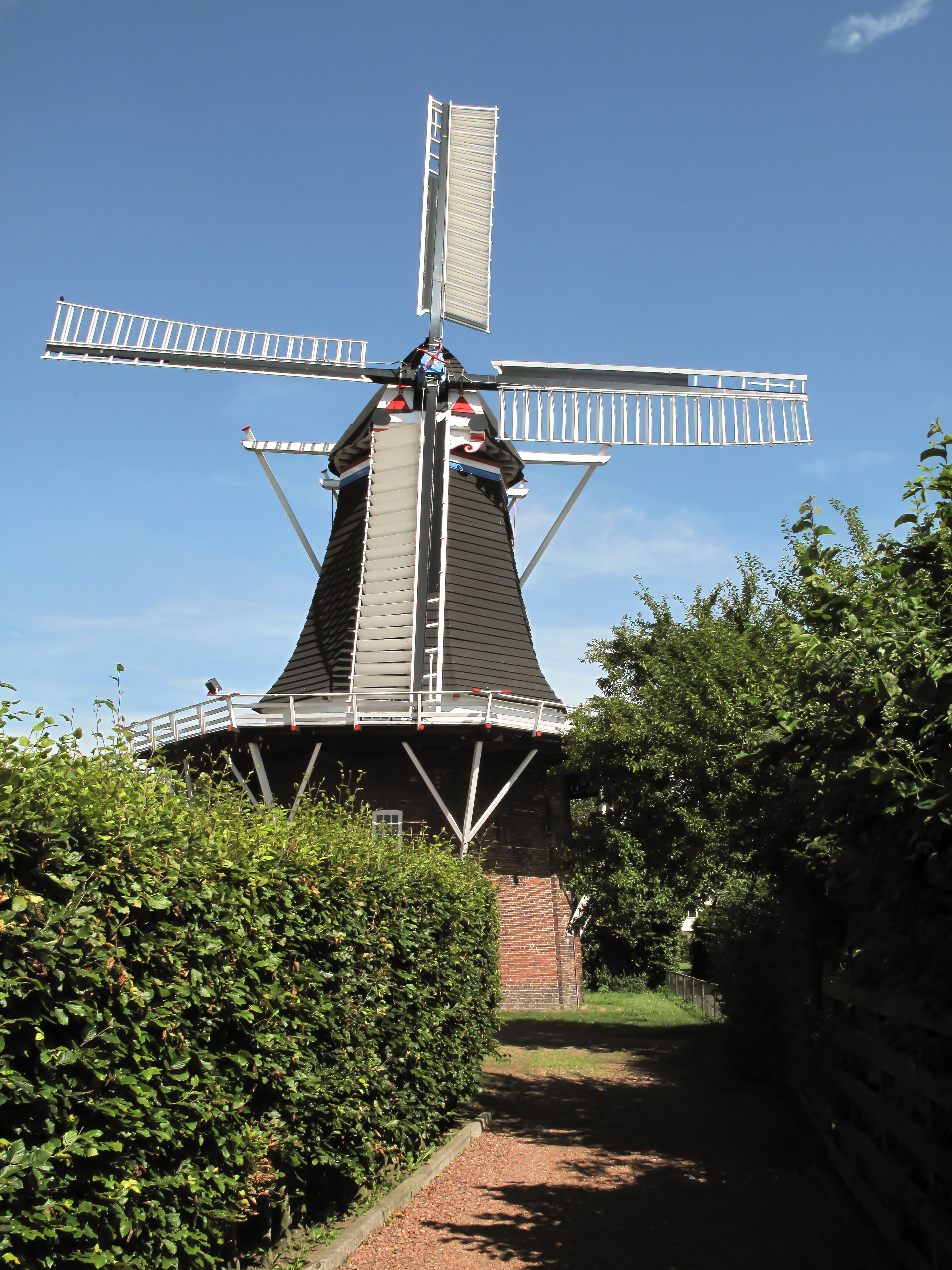
Oldehove, moulin korenmolen Aeolus.
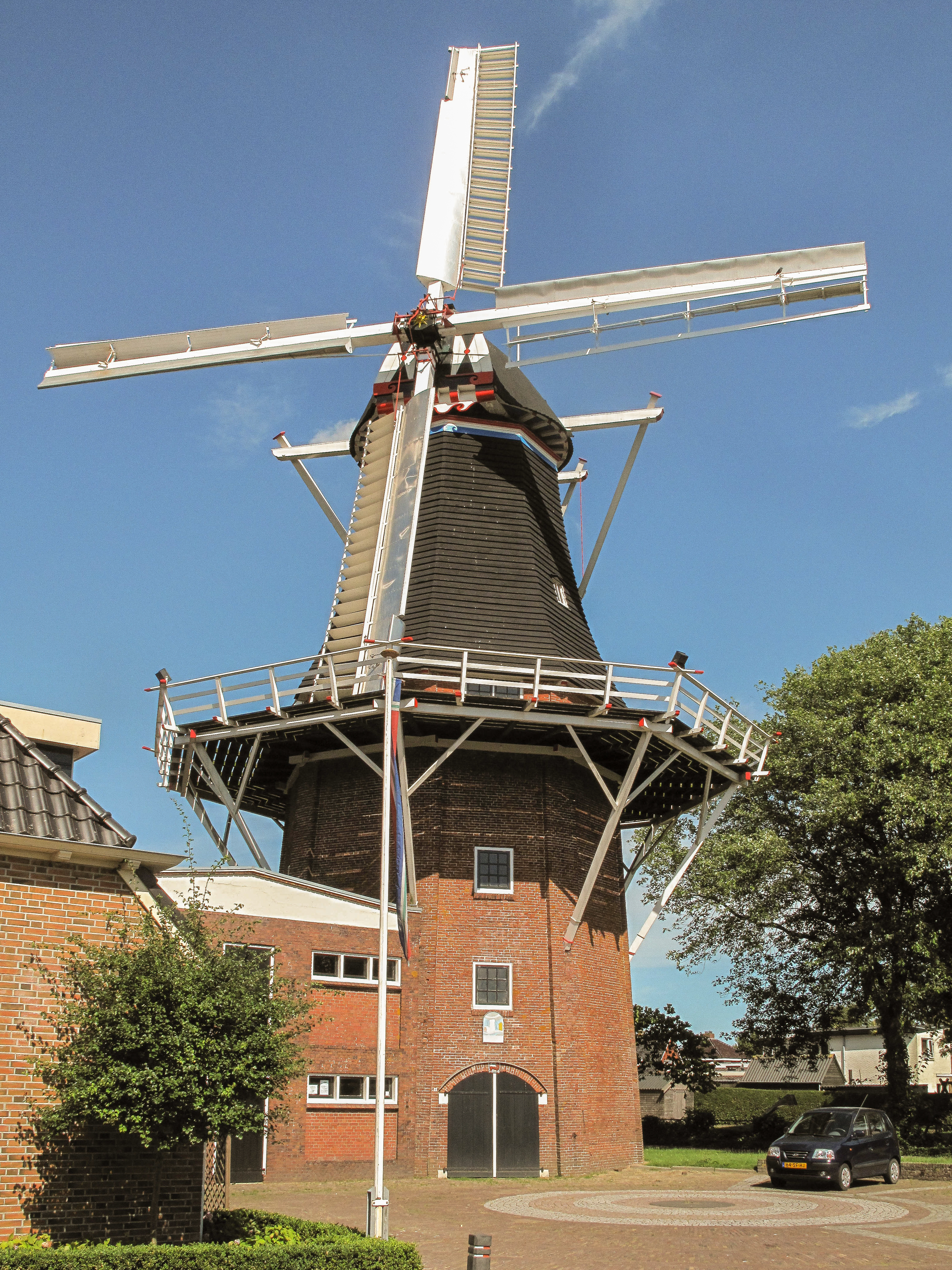
Oldehove, moulin koren-en pelmolen de Leeuw.